# Romuald Fonkoua
 (mai 2019).
Œuvres principales
Essai sur une mesure du monde au XXe siècle : Édouard Glissant, Aimé Césaire
Romuald Fonkoua, né en 1961 au Cameroun, est professeur de littératures francophones à la Faculté des Lettres de Sorbonne Université où il dirige le Centre international d'études francophones (CIEF).

## Biographie
Romuald Fonkoua a fait ses études au Cameroun et en France. Docteur en Littérature générale et comparée de l'université de Lille, il a été maître de conférences de Littérature générale et comparée à l’université de Cergy-Pontoise, puis professeur de Littérature française et francophone à l’université  de  Strasbourg. Il est, depuis 2000, Fellow  Teacher à Middlebury College (Middlebury, Vermont, USA).
Il est membre de plusieurs sociétés savantes (Société d’histoire littéraire de France) et juré de plusieurs prix littéraires : Prix Carbet de la Caraïbe et du Tout-Monde fondé par Édouard Glissant, Prix littéraire Ahmadou Kourouma, Prix Éthiophile, Salon du livre de Genève. Il dirige actuellement[Quand ?] la collection « Lettres francophones » des Presses de l'université Paris-Sorbonne (PUPS) et co-dirige  (avec Jean-Marc Moura et Dominique Combe) la collection « Bibliothèque francophone» aux Éditions Classiques Garnier. 
Il est rédacteur en chef depuis 1999 de la revue Présence africaine (fondée en 1947 par Alioune Diop).
Ses  enseignements  et  ses  recherches  portent  sur  les  questions  de  littérature  générale  en  (et  à partir  de  la) francophonie : littératures francophones XIXe – XXIe siècles (coloniales et postcoloniales), histoire des littératures francophones (Afrique, Amériques, Asie, Europe), biographies d'écrivains et correspondances littéraires, sociologie des littératures francophones et études de leur réception, littératures du voyage à l'envers, études des représentations et des imaginaires. Il est l’auteur de très nombreux  articles  publiés  dans  diverses  revues françaises et étrangères et de plusieurs ouvrages individuels et collectifs distingués.

### Livres
- Romuald Fonkoua (dir.), Les discours de voyages, Afrique - Antilles, Paris, Karthala, coll. « Lettres du Sud », 1998.
- Romuald Fonkoua et Pierre Halen (dir.), Les Champs littéraires africains, Paris, Karthala, 2001.
- Romuald Fonkoua, Essai sur une mesure du monde au XXe siècle : Édouard Glissant, Paris, Honoré Champion, 2002, 326 p.  (ISBN 2-7453-0621-9)
- Romuald Fonkoua, Bernard Mouralis et Anne Piriou (dir.), Robert Delavignette savant et politique : 1897-1976, Paris, Karthala, 2003.
- Romuald Fonkoua, Aimé Césaire, 1913-2008, Paris, Perrin, 2010; coll. « Tempus », 2013 (Prix du Sénat du livre d'histoire)[réf. nécessaire]

- Prix Robert-Delavignette 2010 de l'Académie des sciences d'outre-mer.
- Romuald Fonkoua, Eléonore Reverzy et Pierre Hartmann (dir.), Les Fables du Politique des Lumières à nos jours, Strasbourg, Presses universitaires de Strasbourg, 2012.
- Romuald Fonkoua et Muriel Ott (dir.), Les héros et la mort dans les traditions épiques, Paris, Karthala, 2018.